# Pedro Silva (bochas)
Pedro Silva es un deportista portugués que compitió en bochas adaptadas. Ganó tres medallas en los Juegos Paralímpicos de Verano entre los años 1996 y 2004.

## Palmarés internacional
| Juegos Paralímpicos | Juegos Paralímpicos      | Juegos Paralímpicos | Juegos Paralímpicos  |
| Año                 | Lugar                    | Medalla             | Prueba               |
| ------------------- | ------------------------ | ------------------- | -------------------- |
| 1996                | Atlanta (Estados Unidos) | Medalla de plata    | Equipo C1-C2 mixto   |
| 2000                | Sídney (Australia)       | Medalla de bronce   | Equipo BC1-BC2 mixto |
| 2004                | Atenas (Grecia)          | Medalla de plata    | Individual BC2 mixto |